# حلوى الكوك
 حلوى الكوك أو حلوى بالكوك هي حلوى من المطبخ المغربي تحضّر من البيض، السكر، الزيت، الطحين، الفانيليا تعدّ هذه حلوى غنية بالسعرات الحرارية والدهون إذ إن كل حصّة (40غ تقريباً) تحتوي على 300 سعرة حرارية و18غ دهون كما أنها تحتوي على 159مغ من الكوليسترول الموجودة معظمها في البيض.
تندرج ضمن لائحة الحلويات وتتقنه النساء
 وهي وصفة سهلة تستعمل في مختلف البيوت المغربية خصوصا في المناسبات وتقدم غالبا مع العصير أو الشاي

## المقادير
مكوناتها الأساسية البيض والسكر و الكوك والدقيق ويمكن أن يضاف كأس من الحليب 
1. 7 بيضات
2. 200 غ من السكر
3. 300 غ من الكوك
4. 30 غ من الدقيق